# 明快薬品
明快薬品株式会社（めいかいやくひん）は、大阪府大阪市阿倍野区三明町2-7-11に本社を置く、医薬品・医療機器・医療用検査試薬・介護用品・健康食品・一般用医薬品等の卸売販売をおこなう企業であった。現在は、「ケーエスケー」である

## 概要
- 設　立 昭和31年5月1日
- 資本金 1,500万円
- 代表取締役社長　野口博

## 沿史
- 昭和31年5月1日設立
- 昭和63年6月 「株式会社重松本店」「キンキ薬品株式会社」「明快薬品株式会社」「京薬株式会社」が合併「株式会社協進」に商号変更

## 主な取引メーカー
- 扶桑薬品
- 日本新薬
- 三共
- エーザイ
- 中外製薬
- 大日本製薬